# Pull Harder on the Strings of Your Martyr
Pull Harder on the Strings of Your Martyr (ang. "Pociągaj Mocniej za Sznurki Swojego Męczennika") – drugi singel amerykańskiej grupy muzycznej Trivium, często nazywany przez fanów po prostu "Pull Harder".
Singel został wydany w 2005 roku w formacie CD przez wytwórnię Roadrunner Records. Piosenka znalazła się na albumie Ascendancy. Zajęła 3 miejsce na krążku. Utwór trwa 4 minuty i 51 sekund. Kompozytorami piosenki są Matt Heafy, Corey Beaulieu i Travis Smith. W utworze gra ponadto Paolo Gregoletto. Piosenka znalazła się na soundtracku do filmu Jaskinia.
"Pull Harder on the Strings of Your Martyr" jest jedną z ulubionych piosenek fanów zespołu, dlatego prawie zawsze grana jest na koncertach.
Do utworu powstał również teledysk, drugi z kolei w dorobku zespołu. Klip został nagrany w 2005 roku.
Tekst piosenki jest o pewnym tyranie, który posiada taką władzę, iż może robić wszystko co chce nie zważając na konsekwencje. Podporządkowuje sobie ludzi, co więcej, wszyscy nad którymi posiadł władzę kochają go, jest dla nich Bogiem. Nienawiścią natomiast darzą go ludzie, którzy nie mają z nim nic wspólnego.

## Lista utworów
1. "Pull Harder on the Strings of Your Martyr" – 4:51

## Twórcy
- Matt Heafy – śpiew, gitara
- Travis Smith – perkusja
- Corey Beaulieu – gitara
- Paolo Gregoletto – gitara basowa
- Jason Suecof – produkcja
- Andy Sneap – miksowanie